# Physophyllia patula
Espèce
Physophyllia patula est une espèce de coraux de la famille des Pectiniidae.

## Taxonomie
Pour plusieurs sources, dont le World Register of Marine Species, ce taxon est invalide et lui préfèrent Echinophyllia patula (Hodgson & Ross, 1982).

## Publication originale
- Hodgson & Ross, 1982 : Unreported scleractinian corals from the Philippines. Proceedings of the Fourth International Coral Reef Symposium, Manila, 1981, vol. 2, pp. 171-175 (en).